# Canal femural
În anatomia umană a piciorului, teaca femurală are trei compartimente. Compartimentul lateral conține artera femurală, compartimentul intermediar conține vena femurală, iar compartimentul medial și cel mic se numește canal femural. Canalul femural conține vase limfatice eferente și un ganglion limfatic încorporat într-o cantitate mică de țesut areolar. Are o formă conică și este de aproximativ 2 cm lungime.

## Anatomie
Canalul femural este mărginit:
- anterosuperior de ligamentul inghinal,
- posterior de ligamentul pectineal situat anterior ramurii pubiene superioare,
- medial de ligamentul lacunar,
- lateral prin vena femurală.

Conține și ganglionul limfatic al Cloquet. Nu trebuie confundat cu canalul adductor din apropiere.

## Semnificație clinică
Intrarea în canalul femural este inelul femural, prin care intestinul poate pătrunde uneori, provocând o hernie femurală. Deși herniile femurale sunt rare, trecerea lor prin inelul inflexibil femural prezintă un risc deosebit de strangulare, acordându-le prioritate chirurgicală.

## Semnificație fiziologică
Poziția canalului femural medial față de vena femurală este de importanță fiziologică. Spațiul canalului permite extinderea venei femurale atunci când revenirea venoasă de la membrele inferioare este crescută sau când presiunea intraabdominală crescută (manevra valsalva) determină o stază temporară în fluxul venos.